# پول و بانکداری اسلامی و مقایسه آن با نظام سرمایه‌داری
پول و بانکداری اسلامی و مقایسه آن با نظام سرمایه‌داری کتابی از ایرج توتونچیان است که در سال ۱۳۷۹ منتشر و در مراسم کتاب سال جمهوری اسلامی ایران به‌عنوان کتاب برگزیده معرفی شد.